# Petra (Mallorca)
Petra ist ein kleines Landstädtchen und Verwaltungssitz der gleichnamigen Gemeinde auf der Balearen-Insel Mallorca. Die rechtwinklig verlaufenden Straßen sind von alten Häusern aus goldbraunem Bruchstein (Marès) gesäumt. Alles in allem wirkt Petra verschlafen und fern jeder Hektik. In der Umgebung wachsen die Trauben für einen bekannten Wein.
Die Gemeinde Petra umfasst eine Fläche von 70,13 km² und grenzt an die Gemeinden von Manacor, Vilafranca de Bonany, Sineu, Ariany und der nördlichste schmale Ausläufer des Gebietes reicht an Santa Margalida vorbei bis Artà. 2024 hatte die Gemeinde 3.184 Einwohner, der gleichnamige Hauptort 2574 Bewohner (Stand 2008). Im Jahr 2006 betrug der Ausländeranteil der Gemeinde 9,8 % (269), der Anteil deutscher Einwohner 1,9 % (52).

## Geografie

### Lage
Der Gemeindebezirk liegt rund 44 Kilometer von Palma entfernt an der Hauptstraße MA-3320 von Manacor in Richtung Inca im Landschaftgebietes des Pla.

### Klima
In Petra werden das ganze Jahr über Niederschläge registriert. Der trockenste Monat ist der Juli mit durchschnittlich 8,8 l/m². Im Oktober verzeichnet man die höchste Niederschlagsmenge mit durchschnittlich 101,3 l/m².

## Geschichte
Die Araber, die den kleinen Ort im Inselinnern gründeten, nannten ihn in Anlehnung an die große jordanische Schwester „Die Strahlende“. In maurischer Zeit gehörte Petra zum Juz oder Distrikt Yiynaw-Bitra. Dieser Distrikt fiel nach der Eroberung durch die Katalanen an König Jakob I.
In den Jahren 1949 und 1952 wurden die ersten Versuche zur Abspaltung von Ariany unternommen, 1982 wurde Petra getrennt und eine selbständige Gemeinde.
Im Gemeindegebiet befinden sich rund 40 archäologische Fundstätten aus unterschiedlichen Geschichtsepochen die katalogisiert wurde. Hervorzuheben sind die Höhlen von Ses Cabanasses, von Ses Comunes Noves und von Son Monserrat, sowie die Talaiot-Siedlungen Son Homar, Termenor und Es Castellots, die Grabhöhlen Son Maimó sowie die Überreste von Bosc Vell, Es Cabanells Nous und Sa Font. Bei Ausgrabungen wurden aus der Römerzeit bemerkenswerte Funde wie Amphoren, diverse Keramikobjekte und Graburnen geborgen.

## Wirtschaft

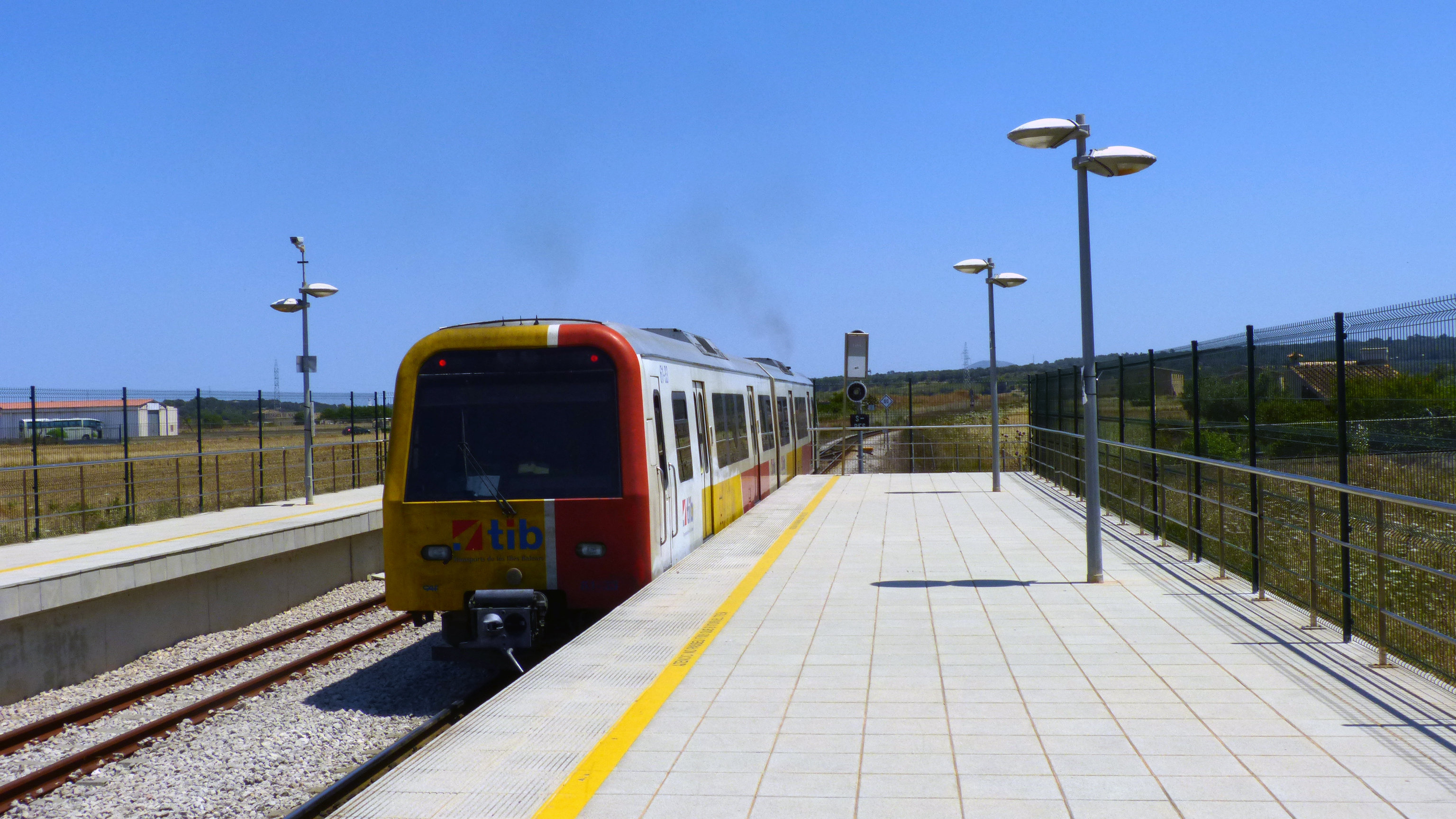
Bahnhof Petra mit Zug auf der Fahrt nach Manacor

Heute, nachdem die Bahn – wenn auch auf neuer Trasse um den Ort herum – wieder in Betrieb ist, zieht der Ort vor allem Touristengruppen an, die die Geburtsstätte und das dazugehörige Museum des berühmtesten Sohnes der Stadt, Junípero Serra, besichtigen wollen. Im Gegensatz zu dem weitgereisten Franziskanerpater war seine weltvergessene Heimatstadt nicht gerade vom Glück gesegnet.

### Anfang
Die Versuche einiger Familien, Petra durch Weinanbau wirtschaftlich Bedeutung zu verleihen, schlugen in den 1920er Jahren aufgrund des Booms spanischer Weine vom Festland aus Navarra, Rioja und Penedès fehl. Und auch diese Episode eines kleinen wirtschaftlichen Erfolges ist nur mit einem ein wenig traurigen, aber für das Landschaftsgebiet des Pla typischen Ende zu vermelden.

### Heute
Nach der Anerkennung dieses Gebiets 1993 als Weinbaugebiet wurde die Geschäftstätigkeit auf diesem Sektor in der gesamten Gegend beträchtlich ausgebaut (Anpflanzung neuer Rebstöcke, Einführung neuer Rebsorten, Verbesserung der Anbautechniken etc.). Gleichzeitig stieg auch die Anzahl der Weinkellereien. Bei den bereits bestehenden Betrieben wurden zudem bedeutende Investitionen in neue Technologien vorgenommen, was zu einer Produktionssteigerung und insbesondere einer Verbesserung der Qualität der hier erzeugten Weine führte.
Es gibt wieder Weine mit Ursprungsbezeichnungen von anerkannter Qualität. Die Rotweine werden aus folgenden roten Traubensorten gewonnen: Callet, Fogoneu, Tempranillo, Manto Negro, Monastrell, Cabernet Sauvignon, Merlot und Syrah. Weißweine werden aus den Sorten Chardonnay, Moll, Macabeo, Parellada und Moscatel erzeugt.
Der Grund besteht aus kalkhaltigem Gestein (Mergel und Dolomit), wodurch sich ein kalk- und tonhaltiger Boden mit einem leicht alkalischen pH-Wert gebildet hat und die Erde Tönungen aufweist, die von der Rotskala bis fast ins Weiße reichen.
Diese Eigenschaften des Bodens führen zu einer guten Drainage, was auch wegen der nur geringfügig vorhandenen organischen Materie zu einer schnellen Durchwurzelung des Bodens führt, wodurch der Weinbau unter sehr guten Bedingungen durchgeführt werden kann.

## Persönlichkeiten
Bekannt ist Petra im Besonderen als Geburtsort des berühmten Missionars Junípero Serra, dem Gründer von San Francisco (USA) und von anderen bekannten Orten wie San Diego (USA). Er wurde als Miquel Josep Serra i Ferrer 1713 in Petra geboren. 1749 reiste er nach Mexiko und war zwei Jahrzehnte als Missionar tätig. Er wurde 1988 durch Papst Johannes Paul II. seliggesprochen und am 23. September 2015 durch Papst Franziskus heiliggesprochen.
Seine Büste steht zusammen mit den Büsten anderer berühmter Persönlichkeiten der Vereinigten Staaten von Amerika im Kapitol in Washington D.C.

## Sehenswürdigkeiten

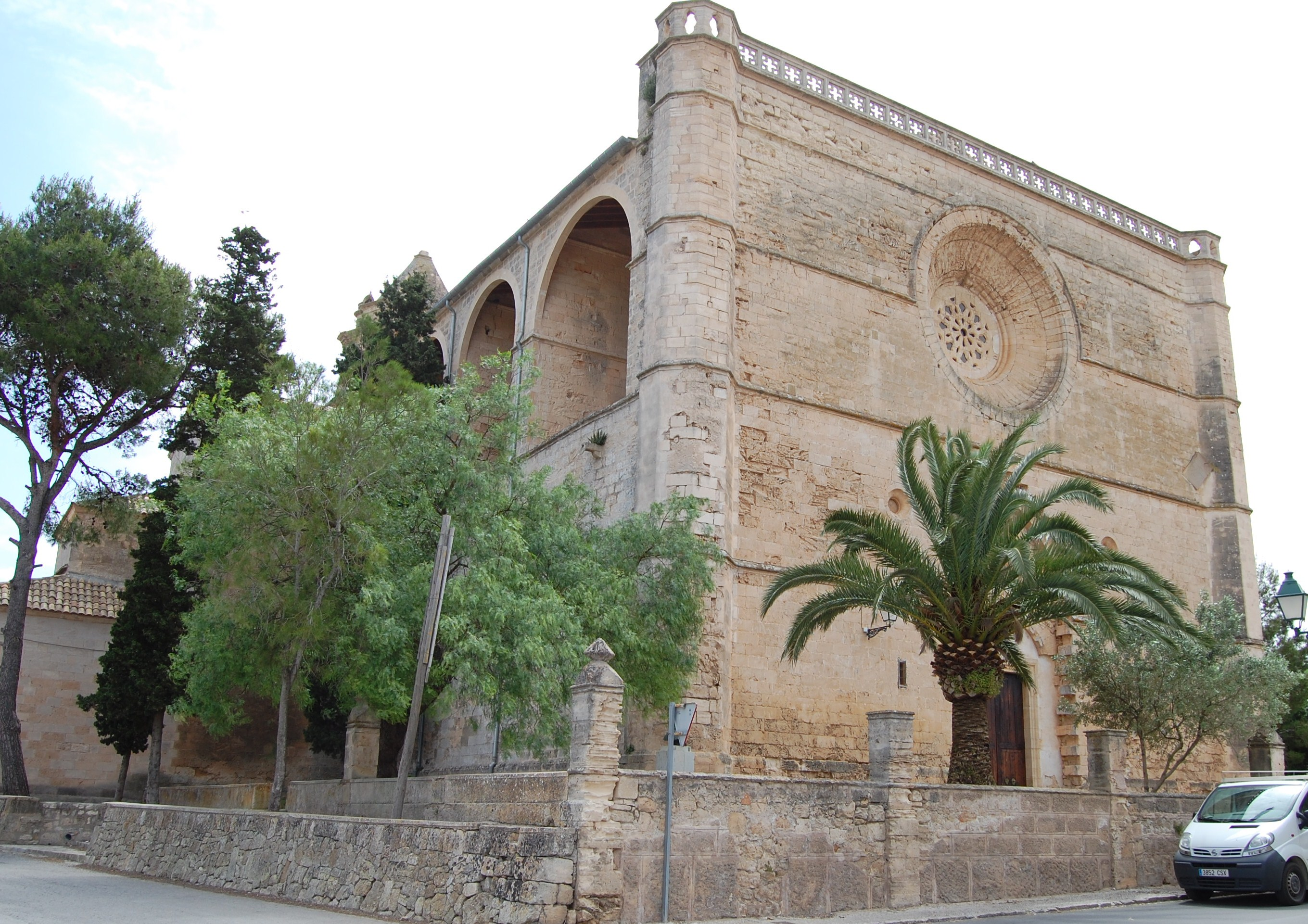
Pfarrkirche San Pere

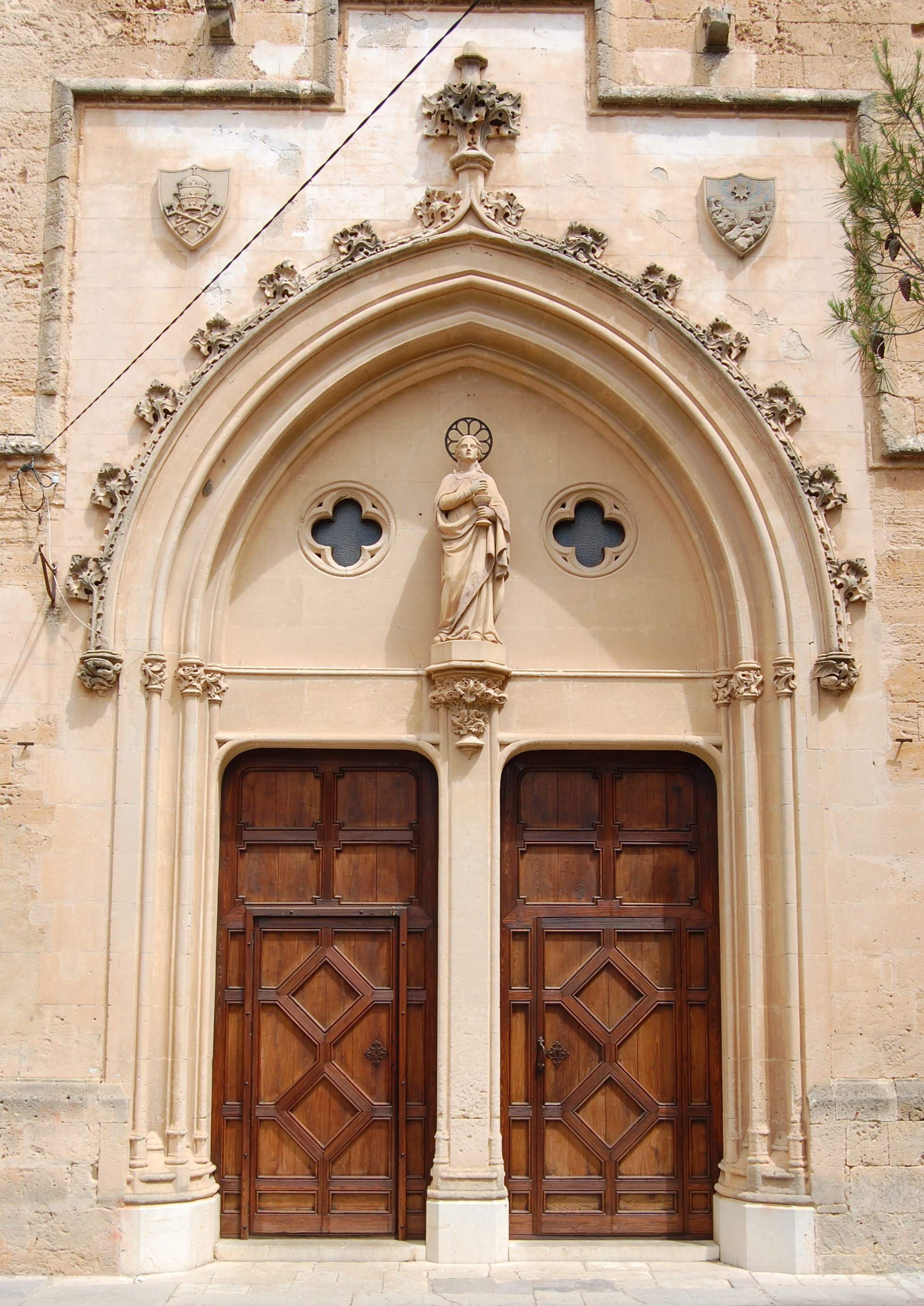
Eingang zur Pfarrkirche San Pere

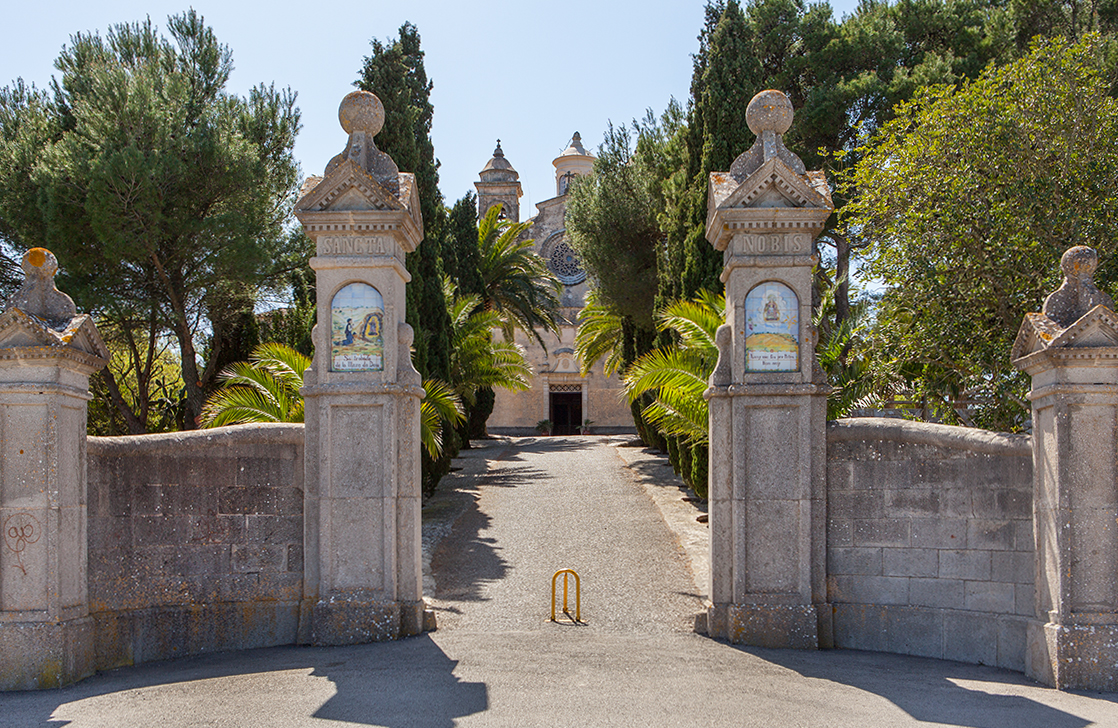
Santuari de la Mare de Déu de Bonany

- Pfarrkirche San Pere, große offene Arkaden und eine gewaltige Fensterrose schmücken diese Kirche. Im Arkadenbereich steht ein Denkmal zu Ehren der mallourquinischen Bäuerin.
- Kloster Santuari de la Mare de Déu de Bonany, wenige Kilometer außerhalb von Petra in Richtung Westen liegend
- Convent de Sant Bernardí aus dem Jahre 1677.
- Molins de vent Eine der 19 Mehl-Windmühle der Balearen-Insel Mallorca.
- Das Geburtshaus des berühmten Missionars Serras sowie ein Museum zu seinen Ehren. Auf der Placa Padre Serra befindet sich ein Denkmal mit Kachelbildern zu seiner Lebensgeschichte.

### Wegkreuze
- Creu des Còdols erbaut 1892, am Platz Plaça de sa Creu
- Creu des Vall erbaut 1891 an der Straße Carrer Ciutat
- Creu des Cementiri steht am Plaça del Pare Serra, erbaut 1820

### Museen
- Museu Juniper Serra – dieses Museum wurde 1959 von einer Gruppe Amics de Fra Juníper Serra eingerichtet. Gelegen an den Straßen: Carrer Barracar / Fray Juniper Serra, an der Tür ist ein Hinweis, wo man den Schlüssel zum Museum abholen kann. In dem kleinen Museum befinden sich Erinnerungsstücke an den in Petra am 24. November 1713 geborenen Franziskanerpater Fray Junipero Serra.

### Feste
- Santa Praxedes (21. Juli).
- Festa dels Angels (2./3. Aug).
- Festa de Beat Juniper Serra, am dritten Sonntag im September, Umzug geschmückter Wagen zu Ehren des seligen Missionars. Fray Junípero Serra gründete Mitte des 18. Jahrhunderts im heutigen Kalifornien 21 Missionsstationen. Aus diesen Stationen gingen Millionenstädte wie San Francisco, San Diego oder Monterey hervor.

### Märkte
- Wochenmarkt findet jeden Mittwoch auf dem Platz Plaça Ramon Llull statt.